# VI edició dels Premis Sur
La VI edició dels Premis Sur, atorgats per l'Academia de las Artes y Ciencias Cinematográficas de la Argentina a les millors produccions cinematogràfiques argentines estrenades en el 2011, es va dur a terme a l'Auditori de la Fundació OSDE, Retiro conduïda per Ronnie Arias.

## Guanyadors i nominats
Els nominats a la VI edició dels Premis Sud van ser anunciats el 1° de novembre de 2011. Les produccions més nominades van ser Un cuento chino amb 14 i Aballay amb 13, seguides per El estudiante, Juan y Eva i Revolución: El cruce de los Andes amb 8 cadascuna. Els guanyadors van ser anunciats durant una cerimònia el 12 de desembre de 2011.

### Guanyadors
Els guanyadors apareixen primers i destacats amb negreta.
| Millor pel·lícula | Millor opera prima |
| --- | --- |
| - Un cuento chino – Sebastián Borensztein - Aballay – Fernando Spiner - El estudiante – Santiago Mitre - Juan y Eva – Paula De Luque                                                         | - Santiago Mitre – El estudiante - Nacho Garassino – El túnel de los huesos - Nicolás Goldbart – Fase 7 - Juan Minujín – Vaquero                                                                             |
| Millor documental | Millor direcció |
| - Hacerme feriante – Julián D’Angiolillo - AU3 Autopista central – Alejandro Hartmann - Che, un hombre nuevo – Tristán Bauer - El fin del Potemkin – Misael Bustos                           | - Fernando Spiner – Aballay - Carlos Sorín – El gato desaparece - Santiago Mitre – El estudiante - Sebastián Borensztein – Un cuento chino                                                                   |
| Millor actriu protagònica | Millor actor protagònic |
| - Moro Anghileri – Aballay - Graciela Borges – Viudas - Julieta Díaz – Juan y Eva - Valeria Bertuccelli – Viudas                                                                             | - Ricardo Darín – Un cuento chino - Esteban Lamothe – El estudiante - Osmar Nuñez – Juan y Eva - Pablo Cedrón – Aballay - Rodrigo De La Serna – Revolución: El cruce de los Andes                            |
| Millor actriz de repartiment | Millor actor de repartiment |
| - Muriel Santa Ana – Un cuento chino - María Ucedo – Juan y Eva - Rita Cortese – Los Marziano - Valeria Correa – El estudiante                                                               | - Ignacio Huang – Un cuento chino - Claudio Rissi – Aballay - Fernán Mirás – Juan y Eva - Martín Piroyanski – Mi primera boda                                                                                |
| Millor actriz revelació | Millor actor revelació |
| - Romina Paula – El estudiante - Muriel Santa Ana – Un cuento chino | - Esteban Lamothe – El estudiante - Ignacio Huang – Un cuento chino - Javier De Pietro – Ausente - Martín Bossi – Viudas - Yayo Guridi – Fase 7                                                              |
| Millor guió original | Millor guió adaptat |
| - Santiago Mitre – El estudiante - Ana Katz i Daniel Katz – Los Marziano - Carlos Sorín – El gato desaparece - Pablo Solarz – Juntos para siempre - Sebastián Borensztein – Un cuento chino  | - Fernando Spiner, Javier Diment y Santiago Hadida – Aballay - Mariano Cohn i Gastón Duprat – Querida, voy a comprar cigarrillos y vuelvo                                                                    |
| Millor fotografia | Millor montaje |
| - Claudio Beiza – Aballay - Félix “Chango” Monti – Mi primera boda - Javier Juliá – Revolución: El cruce de los Andes - Rodrigo Pulpeiro – Un cuento chino                                   | - Alejandro Parysow – Aballay - Alejandro Brodersohn – Revolución: El cruce de los Andes - Delfina Castagnino – El estudiante - Fernando Pardo y Pablo Barbieri – Un cuento chino                            |
| Millor direcció d’art | Millor disseny de vestuari |
| - Sandra Iurcovich – Aballay - Rodolfo Pagliere – Juan y Eva - Sergio Rud – Revolución: El cruce de los Andes - Valeria Ambrosio – Un cuento chino                                           | - Gabriela González – Aballay - Ana Markarián – Mi primera boda - Cristina Menela – Un cuento chino - Julio Suárez – Revolución: El cruce de los Andes - Marcela Vilariño – Juan y Eva                       |
| Millor música original | Millor so |
| - Gustavo Pomeranec – Aballay - Darío Eskenazi y Lucio Godoy – Mi primera boda - Gustavo Santaolalla y Sebastián Escofet – Revolución: El cruce de los Andes - Lucio Godoy – Un cuento chino | - José Luis Díaz – El gato desaparece - Charly Smuckler y Eduardo Esquide – Un cuento chino - Martín Grignaschi – Revolución: El cruce de los Andes - Sebastián González – Revolución: El cruce de los Andes |
| Millor maquillatge i caracterització | Millor pel·lícula estrangera |
| - Mirta Blanco – Revolución: El cruce de los Andes - Laura Fortini – Juan y Eva - Rebeca Martínez – Aballay - Cintia Gatica Quevedo y Martín Frías – Sudor frío                              | - El cigne negre (Black Swan) – Darren Aronofsky – |

### Múltiples nominacions i guanyadors
Les següents deu pel·lícules van rebre múltiples nominacions: 
- Catorze: Un cuento chino
- Tretze: Aballay
- Nou: El estudiante
- Vuit: Juan y Eva; Revolución: El cruce de los Andes
- Quatre: Mi primera boda
- Tres: El gato desaparece; Viudas
- Dues: Fase 7; Los Marziano

Les següents quatre pel·lícules van rebre múltiples guardons: 
- Vuit: Aballay
- Quatre: El estudiante
- Tres: Un cuento chino
- Dos: Revolución: El cruce de los Andes